# Boucheron (joyería)
Boucheron es un negocio de joyería francés, instalado en la plaza Vendôme de París desde 1893. Desde el año 2017 pertenece al grupo Kering.
Creada en 1858, Boucheron fue la primera joyería que abrió su tienda en la plaza Vendôme, en 1893. La elección del lugar no se dejó al azar, es el local situado más al norte de la plaza Vendôme y se beneficia de la máxima exposición a la luz solar en comparación con otras tiendas en la misma plaza.

## Historia

### Inicios y expansión

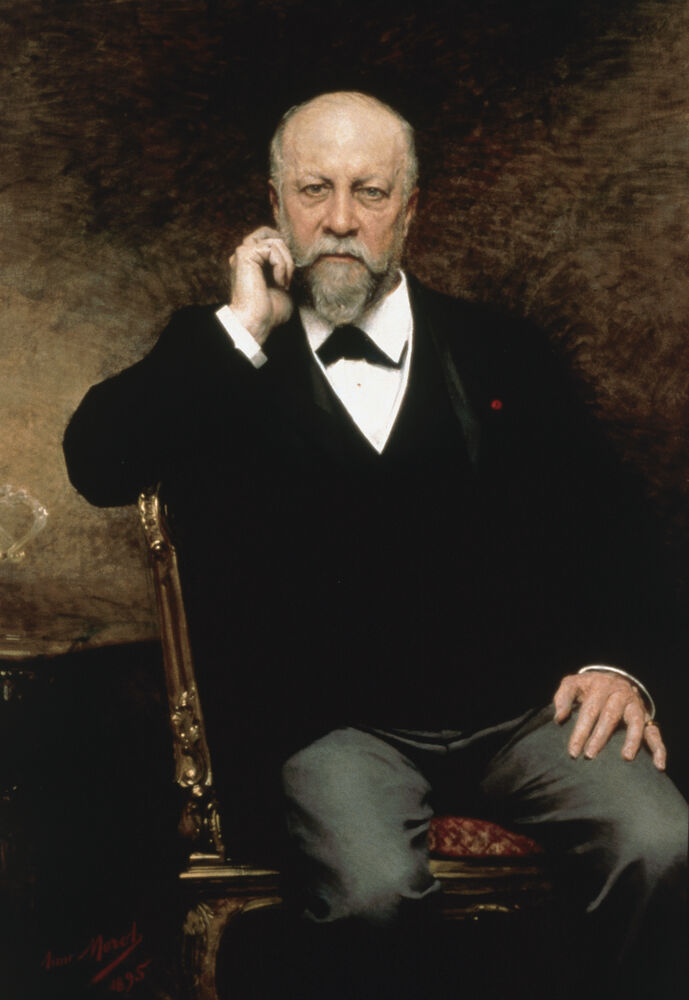
Frédéric Boucheron

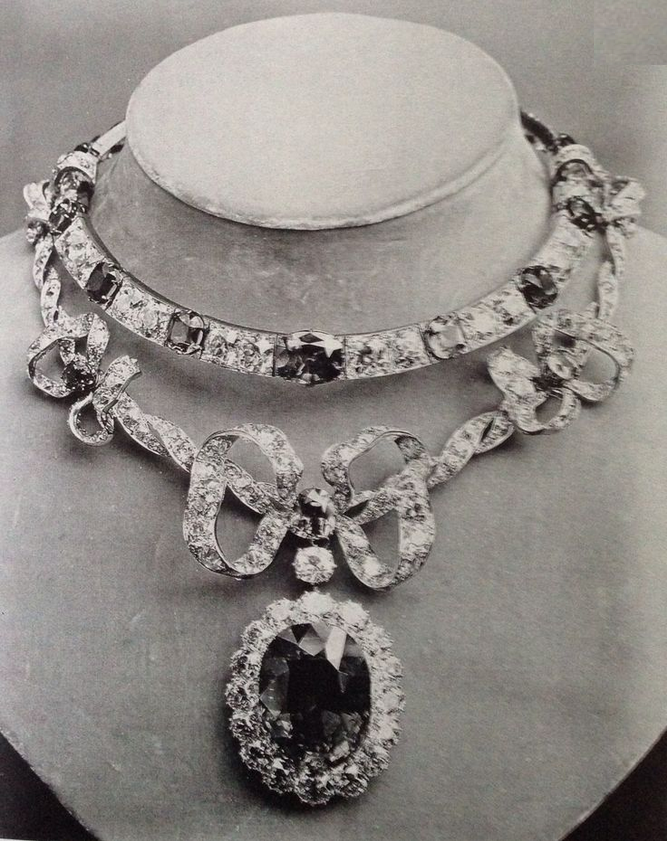
Collar Feuillage realizado para la señora Mackay

Frédéric Boucheron abrió su primera tienda en 1858 en la galería Valois, en el Palais-Royal. Unos años más tarde abrió un taller, y en 1865 se asoció con su sobrino Louis Georges Radius (1841-1931), quien permaneció en la firma hasta 1919.
La casa Boucheron ganó una medalla de oro en la Exposición Universal de París de 1867 y un gran premio en la Exposición de 1878, donde expuso el collar llamado Feuillage, compuesto de diamantes y zafiros, incluido un colgante de 159 quilates, encargado para Marie-Louise Mackay (1843-1928), esposa del industrial estadounidense John William Mackay.
En la Exposición Universal de París de 1889 presentó diamantes grabados y los collares conocidos como «signo de interrogación», que tuvieron un gran éxito.
En 1893, Frédéric Boucheron se instaló en el número 26 de la plaza Vendôme, en la residencia de la Condesa Castiglione. Luego abrió una tienda en Moscú ese mismo año y en 1911 confió a Tillanders la gestión de sus productos. Estuvo presente en San Petersburgo hasta 1917.
En 1900, Frédéric Boucheron ganó una medalla de oro y un gran premio en la Exposición Universal de París, y en 1903 se abrió una tienda en Londres y una oficina en Nueva York.
Reclutó, entre otros orfebres, a Joé Descomps-Cormier.
Su hijo Louis sucedió a Frédéric Boucheron tras su muerte en 1902. Louis Boucheron en 1934 facilitó la irrupción del joven joyero Pierre Sterlé, que diseñó joyas para Boucheron. La empresa pasó a manos de los nietos Fred y Gérard en 1959 y más adelante Alain Boucheron, en 1971. La firma también se instaló en Japón en la década de 1970.

### Desarrollos posteriores

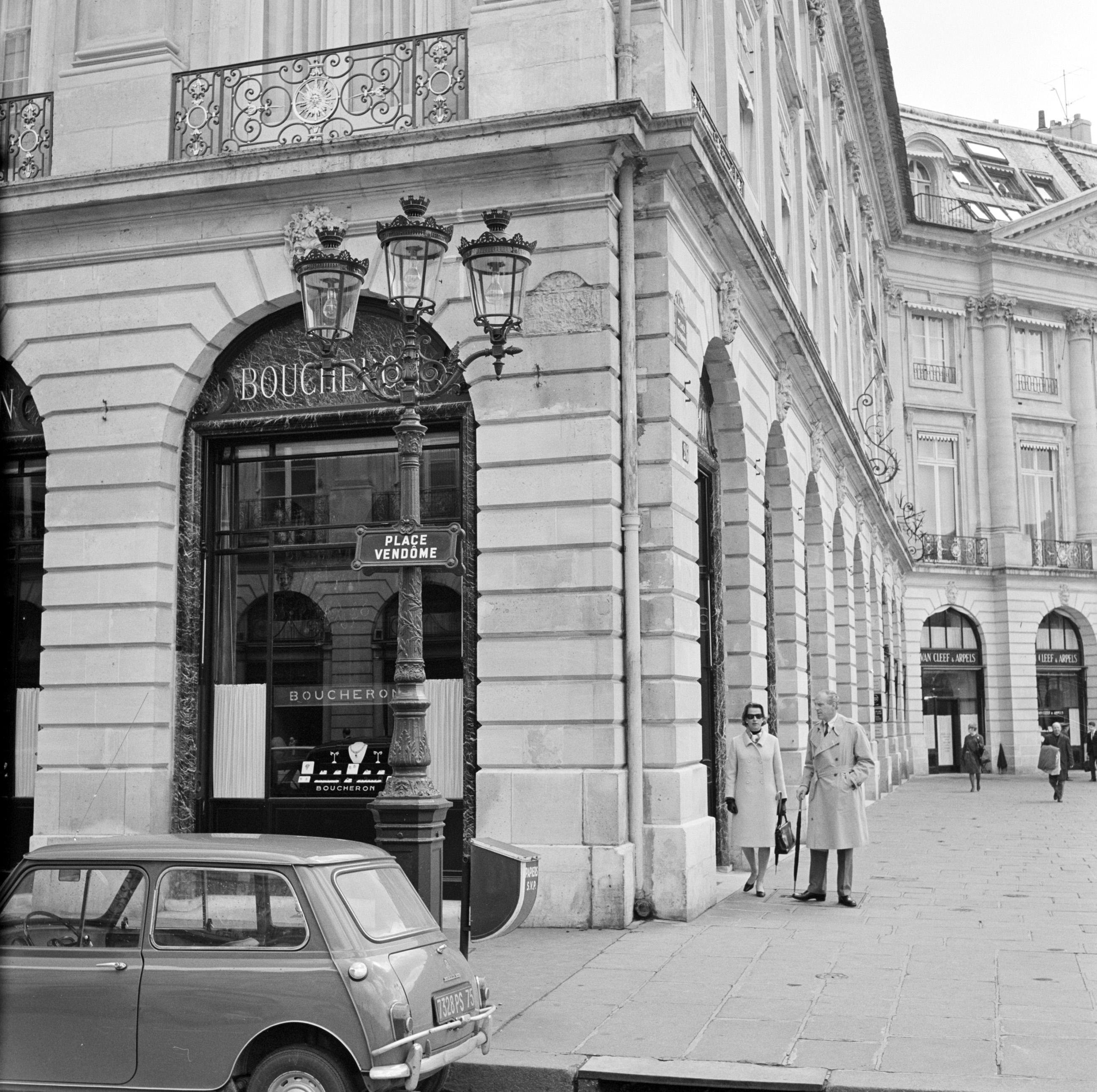
La boutique de la plaza Vendôme de París en 1965

En 1994 la empresa familiar se vendió a la empresa Schweizerhall, que en el año 2000 fue absorbida por el grupo Gucci, y comprado a su vez por el grupo Kering en 1999.
En 2001, el diseñador de moda Tom Ford reclutó a Solange Azagury-Partridge como directora creativa: sus piezas fueron expuestas en 2004 en el Museo de las Artes Decorativas de París y forman parte de la colección.
En 2005, la empresa abrió su primera tienda en Shanghái, así como en Dubái, Hong Kong y Kuala Lumpur.
La casa trabajó en colaboración con el diseñador Alexander McQueen para crear una versión de Alta Joyería de su icónico bolso Novak, utilizando el motivo de una serpiente, favorito de Boucheron como cierre. El maestro relojero Girard-Perregaux pasó a ser socio en la fabricación de relojes desde 2007. Por ello, los relojes Boucheron están equipados con un movimiento de fabricación suiza.
Las colecciones de joyería Boucheron destacan el trabajo del joyero por encima de los propios materiales preciosos: plisado o facetado, pulido o satinado, oro y piedras preciosas que van del rojo del rubí al verde intenso del peridoto..
En 2011, Claire Choisne se convirtió en directora artística bajo la presidencia de Pierre Bouissou.
En julio de 2015, la ex directora de Negocios Internacionales y Desarrollo de Clientes de Cartier International, Hélène Poulit-Duquesne, fue nombrada directora ejecutiva.
En 2017, había 55 tiendas Boucheron en todo el mundo. Claire Choisne presentó la colección de joyería Hiver impérial en la capilla Laennec.
En 2018, la actriz francesa Laetitia Casta fue nombrada embajadora de la firma Boucheron.

## Líneas de perfumes
En 2010, Boucheron firmó un contrato de licencia global exclusivo con Interparfums, que mantiene numerosas líneas de perfumes con el logotipo de la firma.

## Clientes destacados
- La Condesa Virginia Oldoini

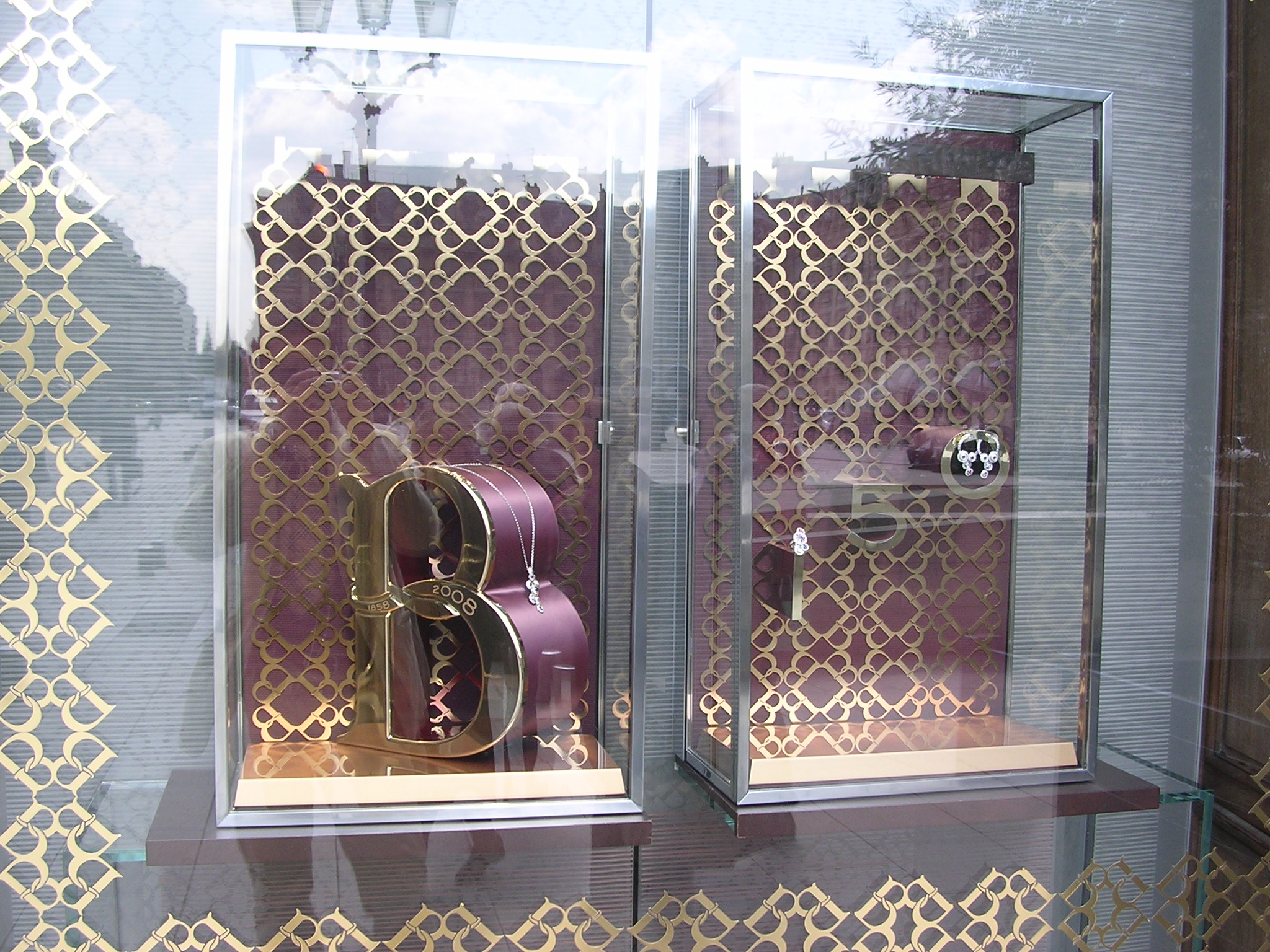
Escaparate de la tienda de la place Vendôme

- El Conde Felix Felixovitch Soumarokov-Elston (1878)
- El Emperador Alejandro III de Rusia
- Lady Margaret Greville, que encargó una tiara de diamantes en 1921 y luego se la ofreció a la Corona inglesa en 1942.
- Bhupinder Singh, maharajá de Patiala (1928)[23]
- Reza Shah de Persia
- Farida de Egipto
- La Reina Isabel II del Reino Unido (indirectamente)
- Rania de Jordania, Reina de Jordania
- La cantante francesa Édith Piaf,[3][6] cuyo reloj Reflet era su amuleto de la suerte[24]

## Exposiciones
- 2012: L’Artisan du Rêve[25]
- 2013: Hôtel de la Lumière[26]
- 2014: Rêves d'ailleurs[27]
- 2015: Bleu de Jodhpur[16]
- 2017: Hiver Impérial[20][21]
- 2018: Vendôrama[7][28]

## En la cultura popular
- En la novela El mundo de Guermantes - tercer volumen del ciclo de novelas En busca del tiempo perdido, de Marcel Proust -, un collar de Boucheron está en el centro de la intriga romántica que une a Robert de Saint-Loup y a Rachel.